# Songs to remember (Tribute to The Cats Band)
Songs to remember is een muziekalbum van de Tribute to The Cats Band uit 2007 die bestaat uit twee cd's en een dvd.
De eerste cd bestaat voor een groot gedeelte uit eigen werk van de band, met uitzondering van Angelland (geschreven door Arnold & Patrick Mühren), en Old jingle ballicks en Purple heart (geschreven door Jaap Schilder en Jip Golsteijn). De tweede cd bestaat geheel uit covers van The Cats die de band live opvoerde tijdens een optreden in het St. Jozef-gebouw in Volendam. Beide cd's zijn uitgevoerd in de muziekstijl palingsound.
Het album stond 18 weken in de Album Top 100 genoteerd en bereikte nummer 15 als hoogste notering.

## Nummers

### Cd 1
| Nr. | naam                 | duur | opmerking                                      |
| --- | -------------------- | ---- | ---------------------------------------------- |
| 1.  | Let me try           | 4:22 | eigen werk                                     |
| 2.  | If you               | 2:32 | eigen werk, nr. 74 in de Single Top 100        |
| 3.  | Dance hall days      | 3:18 | eigen werk                                     |
| 4.  | Lying in your arms   | 3:15 | eigen werk                                     |
| 5.  | Purple heart         | 4:13 | geschreven door Jaap Schilder en Jip Golsteijn |
| 6.  | Something new        | 3:52 | eigen werk                                     |
| 7.  | Winter               | 4:32 | eigen werk                                     |
| 8.  | Time will tell       | 4:06 | eigen werk                                     |
| 9.  | Indifference         | 3:49 | eigen werk                                     |
| 10. | I keep on loving you | 5:01 | eigen werk                                     |
| 11. | Yesterday's dream    | 4:45 | eigen werk                                     |
| 12. | Lonely man           | 3:09 | eigen werk                                     |
| 13. | Angelland            | 3:43 | geschreven door Arnold & Patrick Mühren        |
| 14. | Old jingle ballicks  | 3:34 | geschreven door Jaap Schilder en Jip Golsteijn |
| 15. | Walking in the rain  | 3:56 | eigen werk, nr. 43 in de Single Top 100        |
| 16. | Is this the end      | 3:30 | eigen werk                                     |

### Cd 2
| Nr. | naam                      | duur |
| --- | ------------------------- | ---- |
| 1.  | Where have I been wrong   | 5:59 |
| 2.  | Lies                      | 3:18 |
| 3.  | Times were when           | 3:05 |
| 4.  | Mandy my dear             | 3:11 |
| 5.  | I walk through the fields | 3:39 |
| 6.  | Marian                    | 4:06 |
| 7.  | Vaya con Dios             | 3:34 |
| 8.  | End of the show           | 5:13 |
| 9.  | Kansas City               | 4:26 |
| 10. | One way wind              | 3:48 |

### Dvd
1. Where have I been wrong
2. Lies
3. Times were when
4. Indifference
5. Mandy my dear
6. If you
7. Dance hall days
8. Angelland
9. I walk through the fields
10. Walking in the rain
11. Time will tell
12. Marian
13. Purple heart
14. One way wind
15. Vaya con Dios
16. End of the show
17. Kansas City (bonus track)
18. Behind the scenes (bonus track)